# Ewa Caban

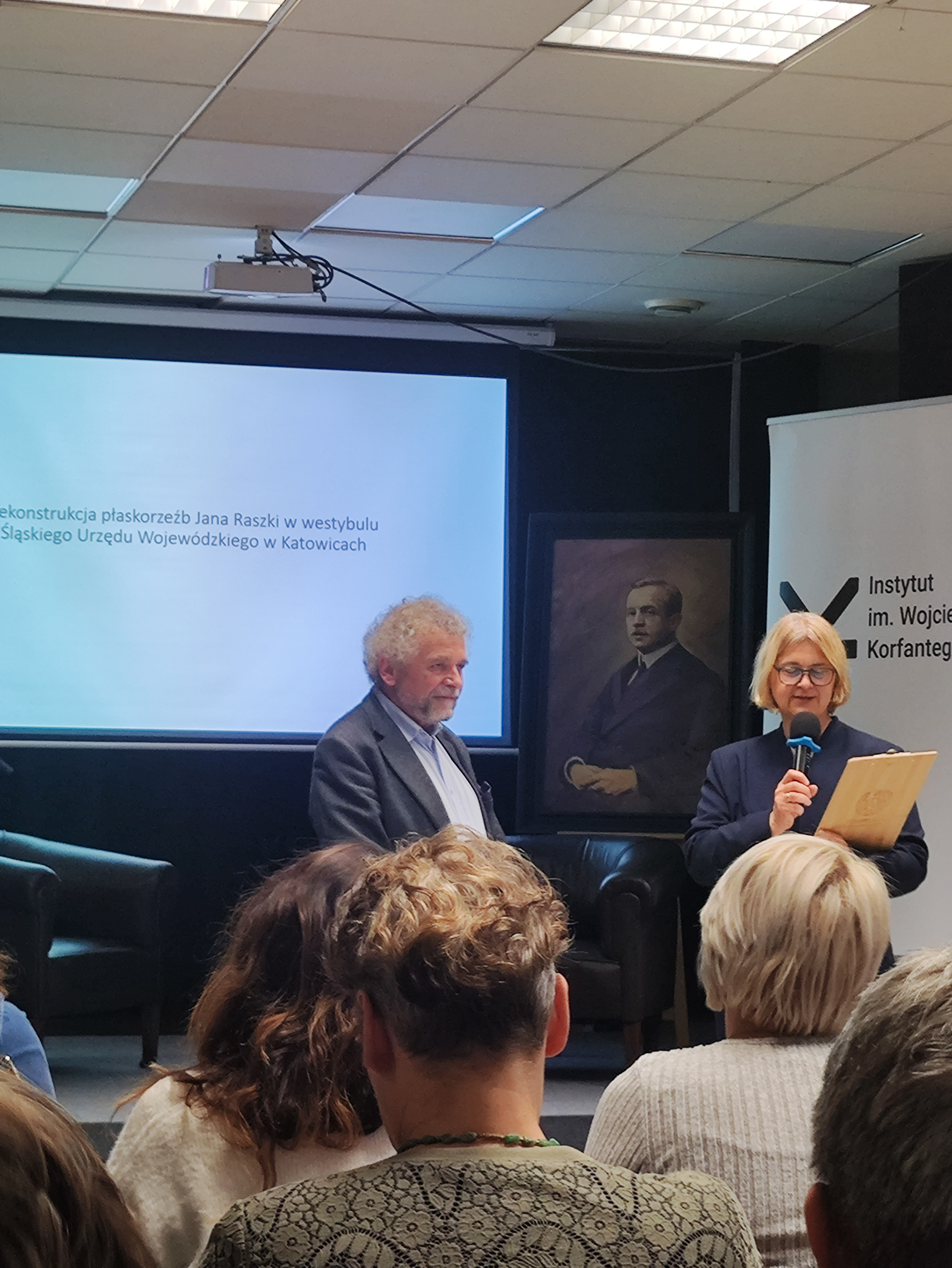
Łukasz Konarzewski i Ewa Caban podczas Sesji Konserwatorskiej „Wnętrza”, która odbyła się 12 grudnia 2023, w Instytucie im. Wojciecha Korfantego przy ul. Teatralnej 4 w Katowicach

Ewa Caban – polska inżynier architekt, konserwatorka zabytków i wikipedystka, w latach 1999–2006 zastępca Śląskiego Wojewódzkiego Konserwatora Zabytków.
Absolwentka III Liceum Ogólnokształcącego im. A. Mickiewicza w Katowicach oraz Wydziału Architektury Politechniki Śląskiej. Jest architektką i konserwatorką zabytków. Ukończyła podyplomowe studia z zakresu konserwacji zabytków na Wydziale Architektury Politechniki Śląskiej. Od 1991 pracowniczka wojewódzkich służb ochrony zabytków. W latach 1999–2006 pełniła funkcję zastępcy Śląskiego Wojewódzkiego Konserwatora Zabytków, a w latach 2006–2007 jako pełniąca obowiązki Śląskiego Wojewódzkiego Konserwatora Zabytków. Od 2016 kieruje działem Centrum Dziedzictwa Kulturowego w Regionalnym Instytucie Kultury im. Wojciecha Korfantego w Katowicach (pierwotnie jako osobne Śląskie Centrum Dziedzictwa Kulturowego). Autorka licznych publikacji dotyczących dziedzictwa kulturowego województwa śląskiego, a także współautorka Wojewódzkiego Programu Opieki nad Zabytkami oraz autorka i współautorka licznych dokumentacji konserwatorskich, m.in. opracowań i kart ewidencyjnych zabytków. Do 2018 prowadziła zajęcia z przedmiotów: ochrona zabytków oraz konserwacja i modernizacja zabytków w Wyższej Szkole Technicznej w Katowicach.
Jest również koordynatorką współpracy Regionalnego Instytutu Kultury im. Wojciecha Korfantego ze stowarzyszeniem Wikimedia Polska. Organizatorka i pomysłodawczyni „Piątków z Wikipedią”; autorka scenariuszy zajęć edukacji regionalnej. W szczególności interesuje się sakralną architekturą drewnianą i symboliką.
Jest esperantystką oraz aktywną wikipedystką.

## Wybrane publikacje
- Kościół pw. Narodzenia św. Jana Chrzciciela i Matki Boskiej Częstochowskiej w Poniszowicach, „Wiadomości Konserwatorskie Województwa Śląskiego”, t. 3, Katowice 2011
- Kamienica Rynek 7 w Chorzowie – prace konserwatorskie w mieszkaniu nr 1, „Wiadomości Konserwatorskie Województwa Śląskiego”, t. 6, Katowice 2014
- Zdroje, wodotryski, poidełka w budynkach szkolnych z pierwszej połowy XX wieku na terenie obecnego województwa, „Wiadomości Konserwatorskie Województwa Śląskiego”, t. 7, Katowice 2015
- Nie tylko „kurz i pajęczyny”: prace konserwatorskie w kościele pw. św. Bartłomieja w Smolnicy, „Wiadomości Konserwatorskie Województwa Śląskiego”, t. 8, Katowice 2016
- Gont (redakcja) Katowice–Warszawa 2017, ISBN 978-83-945841-5-3.
- Ikonografia ołtarza w kaplicy Matki Boskiej Królowej Korony Polskiej w Istebnej, „Wiadomości Konserwatorskie Województwa Śląskiego”, t. 9, Katowice 2017
- Katowice, Kościół Zmartwychwstania Pańskiego, Katowice 2017, ISBN 978-83-948197-3-6.
- Tarnowskie Góry – kościół Zbawiciela (oprac.), Katowice 2017, ISBN 978-83-948197-5-0.
- Kanał Gliwicki – prace przy śluzie „Rudziniec”, „Wiadomości Konserwatorskie Województwa Śląskiego”, t. 10, Katowice 2018
- Adaptacje obiektów poprzemysłowych na cele turystyczne na przykładzie Szlaku Zabytków Techniki województwa śląskiego, „Wiadomości Konserwatorskie Województwa Śląskiego”, t. 12, Katowice 2020
- Katowice, Kościół Zmartwychwstania Pańskiego, Katowice 2017, ISBN 978-83-948197-3-6.
- Złamany kwiat – symbolika nagrobna na przykładzie starego cmentarza w Bełku, [w:] Zarys dziejów cmentarza przy zabytkowym kościele w Bełku, red. A. Grabowska-Rogus, E. Kulik, Rybnik 2021